# Чемпионат мира по фристайлу 1993
Чемпионат мира по фристайлу 1993 года — 4-й в истории чемпионат мира, прошедший в австрийском Альтенмаркте со 11 по 14 марта. Были разыграны медали в четырёх дисциплинах — могуле, акробатике, лыжном балете и в комбинации. Всего было разыграно 8 комплектов наград.

## Результаты

### Мужские соревнования

#### Лыжный балет
12 марта 1993
| Медаль | Спортсмен        | Страна   |
| ------ | ---------------- | -------- |
|        | Фабрис Бекер     | Франция  |
|        | Руне Кристиансен | Норвегия |
|        | Лейн Спина       | США      |

#### Могул
13 марта 1993
| Медаль | Спортсмен       | Страна  |
| ------ | --------------- | ------- |
|        | Жан-Люк Брассар | Канада  |
|        | Фабьен Бертран  | Франция |
|        | Оливье Котте    | Франция |

#### Акробатика
14 марта 1993
| Медаль | Спортсмен      | Страна         |
| ------ | -------------- | -------------- |
|        | Филипп Ларош   | Канада         |
|        | Ричард Коббинг | Великобритания |
|        | Жан-Марк Бакин | Франция        |

#### Комбинация
11 марта 1993
| Медаль | Спортсмен        | Страна  |
| ------ | ---------------- | ------- |
|        | Сергей Щуплецов  | Россия  |
|        | Трейс Ворнингтон | США     |
|        | Хьюго Бонатти    | Австрия |

### Женские соревнования

#### Лыжный балет
12 марта 1993
| Медаль | Спортсмен      | Страна  |
| ------ | -------------- | ------- |
|        | Элен Брин      | США     |
|        | Шерон Петцольд | США     |
|        | Кэти Фешо      | Франция |

#### Могул
13 марта 1993
| Медаль | Спортсмен           | Страна   |
| ------ | ------------------- | -------- |
|        | Стин Лизе Хаттестад | Норвегия |
|        | Петра Мородер       | Италия   |
|        | Бронвейн Томас      | Канада   |

#### Акробатика
14 марта 1993
| Медаль | Спортсмен      | Страна     |
| ------ | -------------- | ---------- |
|        | Лина Черязова  | Узбекистан |
|        | Мери Линдгрен  | Швеция     |
|        | Кристин Портер | США        |

#### Комбинация
11 марта 1993
| Медаль | Спортсмен       | Страна |
| ------ | --------------- | ------ |
|        | Катерина Кубенк | Канада |
|        | Наталья Орехова | Россия |
|        | Кристин Портер  | США    |

## Медальный зачёт
| Место | Страна         |   |   |   | Всего |
| ----- | -------------- | - | - | - | ----- |
| 1.    | Канада         | 3 | 0 | 1 | 4     |
| 2.    | США            | 1 | 2 | 3 | 6     |
| 3.    | Франция        | 1 | 1 | 3 | 5     |
| 4.    | Норвегия       | 1 | 1 | 0 | 2     |
|       | Россия         | 1 | 1 | 0 | 2     |
| 6.    | Узбекистан     | 1 | 0 | 0 | 2     |
| 7.    | Великобритания | 0 | 1 | 0 | 1     |
|       | Италия         | 0 | 1 | 0 | 1     |
|       | Швеция         | 0 | 1 | 0 | 1     |
| 10.   | Австрия        | 0 | 0 | 1 | 1     |